# Ptoon-Maler

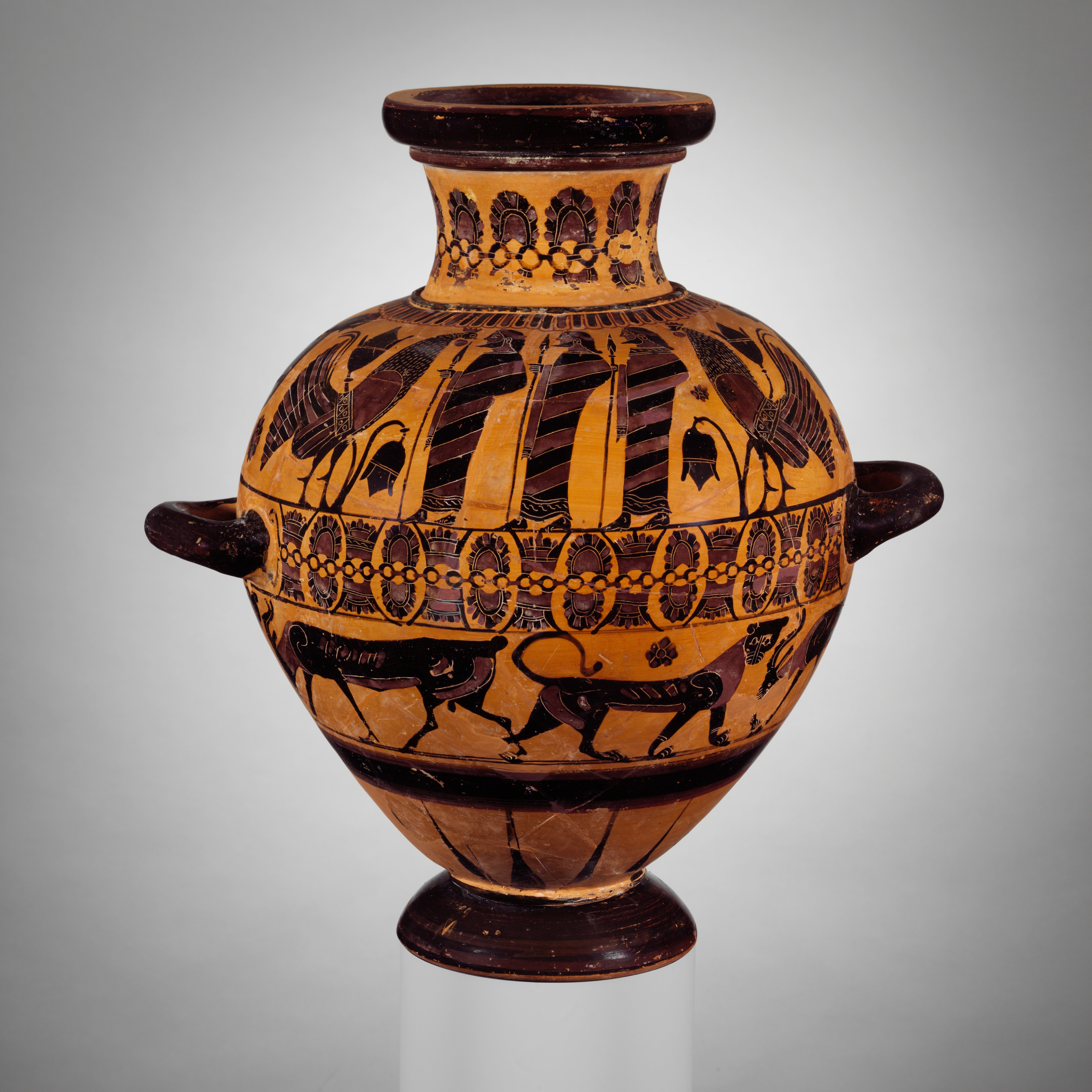
Die „Hearst-Hydria“ im Metropolitan Museum of Art (56.171.28), um 540 v. Chr.

Der griechische Vasenmaler, der mit dem Notnamen Ptoon-Maler bezeichnet wird, wirkte im mittleren Drittel des sechsten vorchristlichen Jahrhunderts in Athen. Er war ein Vertreter des schwarzfigurigen Stils.
Als Bildträger bevorzugte der Ptoon-Maler vor allem ovale Halsamphoren, kugelige Hydrien und Sianaschalen. Seine Markenzeichen sind gegenständliche Palmetten und kräftige schwarz-rote Muster auf Vogelflügeln. Er ist neben dem Camtar-Maler einer der letzten Vertreter der Maler von Tierfriesen und hier auch nicht besonders gut. Er setzt im Bildhintergrund noch Klecksrosetten, die zu dieser Zeit eigentlich nicht mehr im Gebrauch sind. Doch zeigen ein paar Details, mit Ösen statt Verknüpfungen verbundene Pflanzenornamente und an den Maler Lydos erinnernde Figurendarstellungen, dass er wohl später anzusetzen ist, als es der erste Blick vermuten ließe. Sein bekanntestes Werk ist die heute in New York befindliche Hearst-Hydria.